# 1379년

## 연호
- 명(明) 홍무(洪武) 12년
- 북원(北元) 선광(宣光) 9년 / 천원(天元) 원년
- 일본(日本) 남조(南朝) 덴주(天授) 5년
- 일본(日本) 북조(北朝) 에이와(永和) 5년 / 고랴쿠(康暦) 원년
- 쩐 왕조(陳朝) 쓰엉푸(昌符) 3년

## 기년
- 명(明) 태조 홍무제(太祖 洪武帝) 12년
- 북원(北元) 천원제(天元帝) 원년
- 고려(高麗) 우왕(禑王) 5년
- 쩐 왕조(陳朝) 영덕왕(靈德王) 3년

## 사건
- 1379년 3월 일자 미상. 왜구가 도강(道康)과 곡성(谷城)을 노략질하고, 또다시 남원(南原)과 순천부(順天府)를 노략질하였다.<고려사절요 권31>

## 사망
- 우왕 5년(1379년) 일자미상 이성서(李成瑞) 사망